# Fenilalanina N-acetiltransferasi
La fenilalanina N-acetiltransferasi è un enzima appartenente alla classe delle transferasi, che catalizza la seguente reazione:
acetil-CoA + L-fenilalanina ⇄ CoA + N-acetil-L-fenilalanina
Agisce anche, più lentamente, su L-istidina e L-alanina.